# VDSL
Đường dây thuê bao kỹ thuật số tốc độ rất cao (Very-high-bit-rate digital subscriber line- VDSL)  và đường dây thuê bao kỹ thuật số tốc độ rất cao 2 (Very-high-bit-rate digital subscriber line 2- VDSL2)  là các công nghệ đường dây thuê bao kỹ thuật số (DSL) cung cấp truyền dữ liệu nhanh hơn so với thuê bao kỹ thuật số không đối xứng đường truyền (ADSL).
VDSL cung cấp tốc độ lên tới 52   Hạ lưu Mbit / s và 16   Mbit / s ngược dòng, trên một cặp dây đồng không xoắn hoặc xoắn đơn bằng cách sử dụng dải tần số từ 25   kHz đến 12   MHz. Các mức giá này có nghĩa là VDSL có khả năng hỗ trợ các ứng dụng như truyền hình độ nét cao, cũng như các dịch vụ điện thoại (thoại qua IP) và truy cập Internet nói chung, qua một kết nối. VDSL được triển khai qua hệ thống dây hiện có được sử dụng cho dịch vụ điện thoại analog và kết nối DSL tốc độ thấp hơn. Tiêu chuẩn này đã được Liên minh Viễn thông Quốc tế (ITU) phê duyệt vào tháng 11/2001.
Các hệ thống thế hệ thứ hai (VDSL2; ITU-T G.993.2 được phê duyệt vào tháng 2 năm 2006)  sử dụng tần số lên đến 30   MHz để cung cấp tốc độ dữ liệu vượt quá 100   Mbit / s đồng thời theo cả hướng thượng lưu và hạ lưu. Tốc độ bit khả dụng tối đa đạt được trong khoảng 300 mét (980 ft); hiệu suất suy giảm khi suy giảm vòng lặp cục bộ tăng.

## Phát triển ý tưởng
Khái niệm về VDSL được công bố lần đầu tiên vào năm 1991 thông qua một nghiên cứu chung của Bellcore - Stanford. Nghiên cứu đã tìm kiếm những người kế thừa tiềm năng cho HDSL thịnh hành và ADSL tương đối mới, cả hai đều là 1,5 Mbit / s. Cụ thể, nó đã khám phá tính khả thi của tốc độ dữ liệu đối xứng và bất đối xứng vượt quá 10 Mbit / s trên các đường dây điện thoại ngắn.
Tiêu chuẩn VDSL2 là sự cải tiến của ITU T G.993.1, hỗ trợ truyền không đối xứng và đối xứng ở tốc độ dữ liệu ròng hai chiều lên tới 400 Mbit / s trên các cặp xoắn sử dụng băng thông lên đến 35 MHz.

## Tiêu chuẩn VDSL

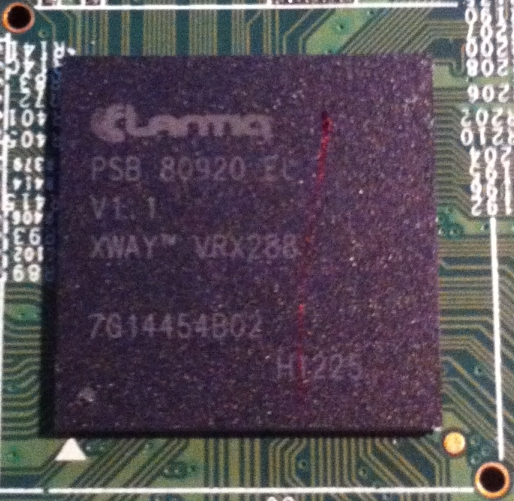
DSL SoC

Kết nối VDSL sử dụng tối đa bảy băng tần, do đó, người ta có thể phân bổ tốc độ dữ liệu giữa ngược dòng và hạ lưu khác nhau tùy thuộc vào việc cung cấp dịch vụ và quy định phổ. Tiêu chuẩn VDSL thế hệ đầu tiên quy định cả điều chế biên độ cầu phương (QAM) và điều chế đa âm rời rạc (DMT). Năm 2006, VDSL tiêu chuẩn hóa ITU-T trong khuyến nghị G.993.2 chỉ quy định điều chế DMT cho VDSL2. 
| Phiên bản   | Tên tiêu chuẩn                      | Tên gọi chung                     | Tốc độ down   | Tốc độ up    | Đồng ý     |
| ----------- | ----------------------------------- | --------------------------------- | ------------- | ------------ | ---------- |
| VDSL        | ITU G.993.1                         | VDSL                              | 55 dặm / giây | 3 Mbit / s   | 2001-11-29 |
| VDSL2       | ITU G.993.2                         | VDSL2                             | 200 Mbit / s  | 100 Mbit / s | 2006/02/17 |
| VDSL2-Vplus | ITU G.993.2 </br> Sửa đổi 1 (15/11) | Phụ lục VDSL2 Q </br> VPlus / 35b | 300 Mbit / s  | 100 Mbit / s | 2015-11-06 |

## VDSL2

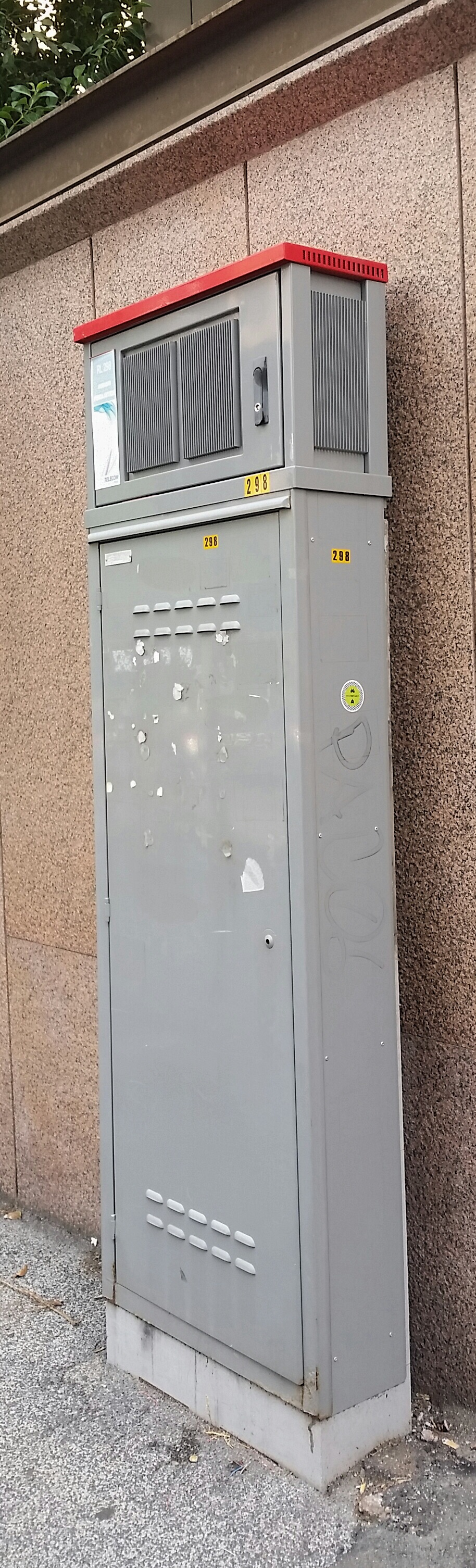
Một tủ VDSL2 trên đầu tủ cáp đồng ở Ý

VDSL2 là một cải tiến của VDSL. Được thiết kế để hỗ trợ triển khai rộng rãi các dịch vụ trimple play như thoại, video, dữ liệu và truyền hình độ nét cao (HDTV) VDSL2 nhằm mục đích cho phép các nhà khai thác và nhà mạng nâng cấp dần, linh hoạt và nâng cấp hiệu quả cơ sở hạ tầng xDSL hiện có.
Giao thức được chuẩn hóa trong lĩnh vực viễn thông của Liên minh Viễn thông Quốc tế (ITU-T) là Khuyến nghị G.993.2. Nó được công bố là hoàn thiện vào ngày 27 tháng 5 năm 2005, và xuất bản lần đầu vào ngày 17 tháng 2 năm 2006. Một số sửa đổi và sửa đổi đã được xuất bản từ năm 2007 đến năm 2011 
VDSL2 cho phép truyền tốc độ dữ liệu tổng hợp không đối xứng và đối xứng lên tới hơn 300   Mbit / s xuôi dòng và ngược dòng trên các cặp xoắn sử dụng băng thông lên tới 35   MHz. Nó xuống cấp nhanh chóng từ mức tối đa lý thuyết là 350   Mbit / s tại nguồn tới 100   Mbit / s ở mức 500 m (550 yd) và 50   Mbit / s ở mức 1.000 m (1.100 yd), nhưng suy giảm với tốc độ chậm hơn nhiều từ đó, và vượt trội hơn VDSL. Bắt đầu từ 1.600 m (1 mi) hiệu suất của nó bằng ADSL2 +.
Hiệu suất tầm xa giống như ADSL là một trong những lợi thế chính của VDSL2. Các hệ thống hỗ trợ LR-VDSL2 có khả năng hỗ trợ tốc độ khoảng 1 Hay4   Mbit / s (xuôi dòng) trên khoảng cách 4 trận5   km (2,5 Tiếng3   dặm), tăng dần tốc độ bit lên đến 100 đối xứng   Mbit / s khi rút ngắn độ dài vòng lặp. Điều này có nghĩa là các hệ thống dựa trên VDSL2, không giống như các hệ thống VDSL, không bị giới hạn ở các vòng cục bộ ngắn hoặc chỉ MTU / MDU, nhưng cũng có thể được sử dụng cho các ứng dụng tầm trung.
Liên kết (ITU-T G.998.x) có thể được sử dụng để kết hợp nhiều cặp dây để tăng công suất khả dụng hoặc mở rộng phạm vi của mạng đồng. Mạng truy cập lai  có thể được sử dụng để kết hợp XDSL với mạng không dây. Điều này cho phép các nhà khai thác mạng cung cấp dịch vụ truy cập Internet nhanh hơn qua các đường dài.

### Vplus
Vplus là một công nghệ để đạt được tốc độ cao hơn các mạng VDSL2 hiện có. Nó được phát triển bởi Alcatel-Lucent và được chuẩn hóa vào tháng 11 năm 2015 trong ITU G.993.2 Sửa đổi 1 dưới dạng hồ sơ VDSL2 35b. Nó hứa hẹn sẽ cung cấp tốc độ lên tới 300   Hạ lưu Mbit / s và 100   Mbit / s ngược dòng trên các vòng ngắn hơn 250   m. Trên các vòng dài hơn, Vplus rơi trở lại hiệu suất vectơ VDSL2 17a. Vplus sử dụng khoảng cách âm giống như VDSL2 17a để cho phép vectơ trên các dòng Vplus (35b) và 17a, do đó triển khai hỗn hợp và giới thiệu trơn tru về Vplus.